# Recke (Westfalen)
Die Bergbau- und Töddengemeinde Recke liegt im Norden der westfälischen Region Tecklenburger Land (Kreis Steinfurt). Eines der am besten erhaltenen Moorgebiete in Nordrhein-Westfalen befindet sich im nordöstlichen Gemeindegebiet.

## Geografie

### Geografische Lage
Das Gemeindegebiet Recke liegt im nördlichen Gebiet des Tecklenburger Landes im heutigen Kreis Steinfurt. Es erstreckt sich von den Ausläufern des Teutoburger Waldes im Osten bis in die Dümmer-Geestniederung im Westen, sowie vom Buchholzer Forst im Süden bis zum Landschafts- und Naturschutzgebiet des Recker Moores im Norden. Durchzogen wird das Gebiet von der Recker Aa und dem Mittellandkanal.
Im Westen der Gemeinde befindet sich das Naturschutzgebiet Heiliges Meer – Heupen.

### Ortsgliederung

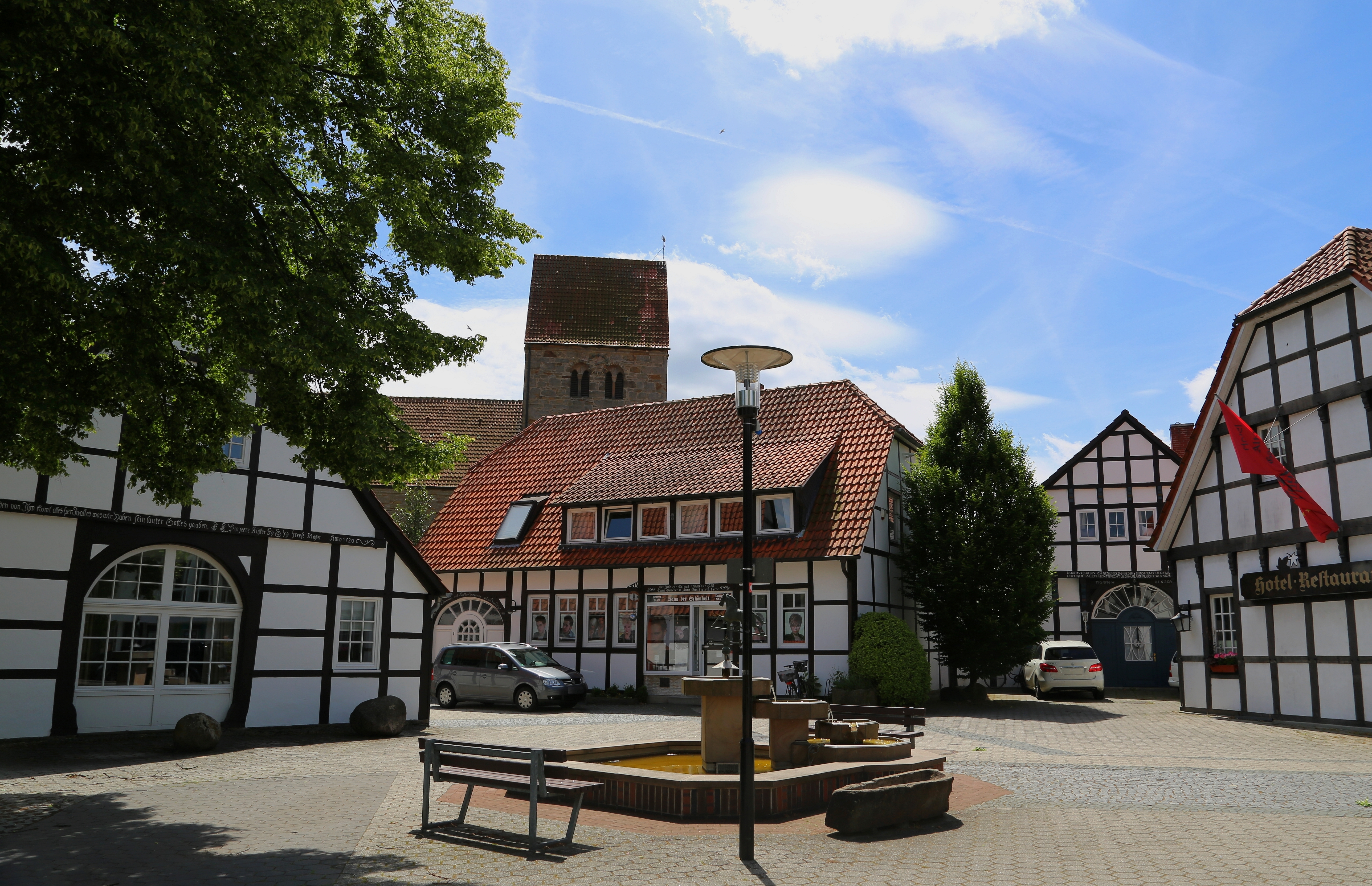
Ensemble alter Fachwerkhäuser am Markt, im Hintergrund der Turm der evangelischen Kirche

Die Gemeinde Recke besteht aus den Ortsteilen:
- Recke
  - mit den Bauerschaften[A 2] Langenacker, Harhof und Twenhusen
- Steinbeck
  - mit den Bauerschaften Bad Steinbeck, Püttenbeck, Mertensberg und Buchholz
- Obersteinbeck
- Espel

Anmerkungen
1. ↑  Unter Ortsteilen werden hier die jeweils mit Ortstafeln versehenen geschlossenen Ortsteile verstanden.
2. ↑  Die aufgeführten Bauerschaften sind keine geschlossenen Ortsteile und daher jeweils nur mit Ortshinweistafeln gekennzeichnet.

### Flächennutzung
Fläche der Gemeinde Recke nach Nutzungsarten:
| Nutzungsart | Landwirtschaftsflächen | Waldfläche | Gebäude- und Freiflächen | Verkehrsflächen | Wasserflächen | Sonstige |
| ----------- | ---------------------- | ---------- | ------------------------ | --------------- | ------------- | -------- |
| Anteil in % | 68,3                   | 9,4        | 8,7                      | 5,8             | 1,6           | 6,2      |

### Nachbargemeinden
Recke grenzt im Süden an die Stadt Ibbenbüren, im Westen an die Gemeinde Hopsten, im Osten an die Gemeinde Mettingen sowie im Norden an die niedersächsischen Gemeinden Voltlage und Neuenkirchen innerhalb der Samtgemeinde Neuenkirchen im Landkreis Osnabrück.
|               | Voltlage 8 km                               | Neuenkirchen 10 km |
| Hopsten 8 km  | Kompassrose, die auf Nachbargemeinden zeigt |                    |
| Hörstel 12 km | Ibbenbüren 10 km                            | Mettingen 8 km     |

## Geschichte

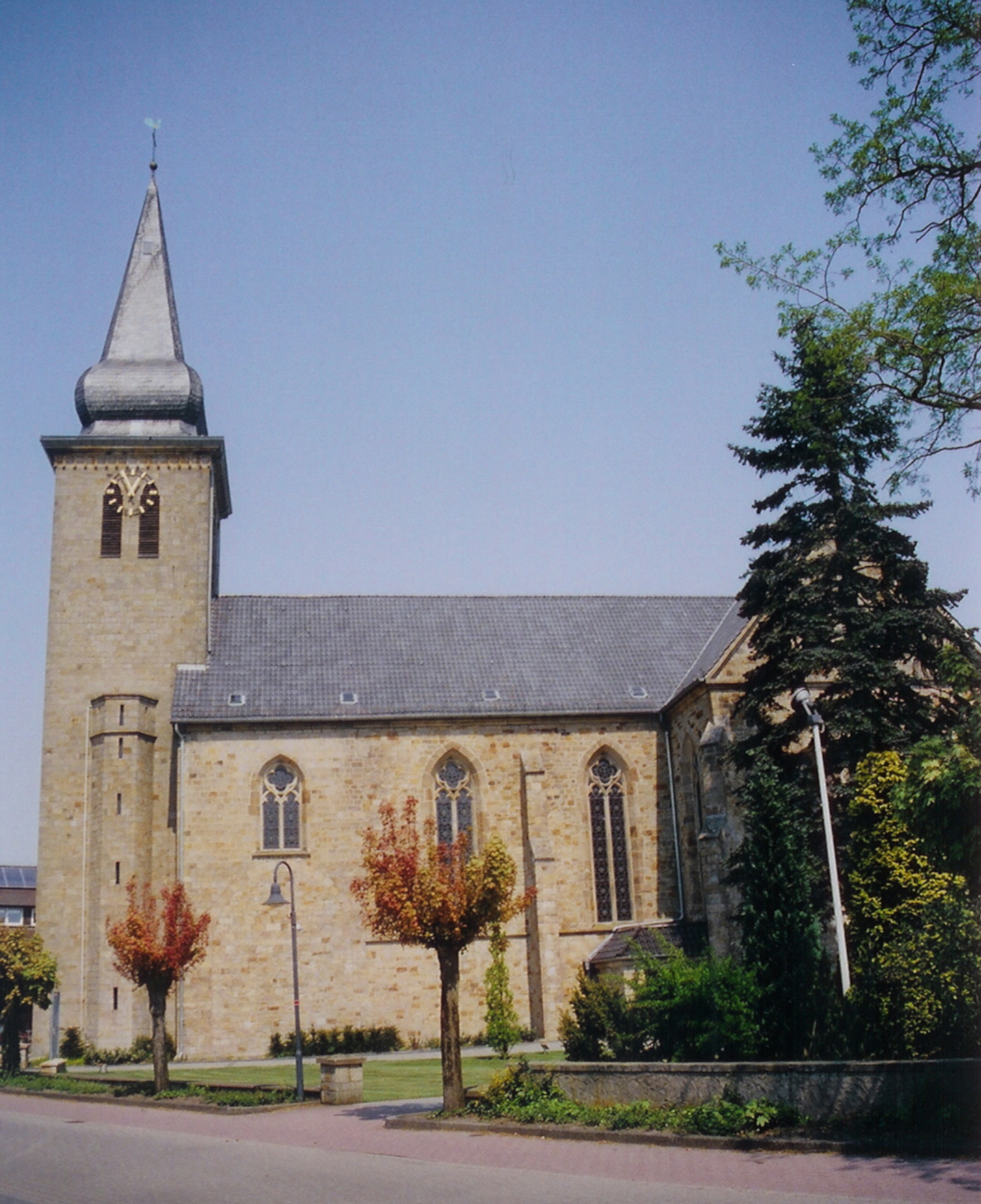
Die unter Denkmalschutz stehende katholische Pfarrkirche St. Philippus und Jacobus im Ortsteil Steinbeck

Die Entstehung des Ortes basiert auf der Gründung einer Kirche und der vorher erfolgten Missionierung dieser Region, die von St. Denis, Paris, ausging. Die älteste bekannte Urkunde in Bezug auf Recke stammt aus dem Jahr 1137. Offensichtlich unterstand die Recker Kirche zu dieser Zeit dem Bistum Münster, da verschiedene Güter durch Bischof Werner von Münster an das Kloster Varlar in Coesfeld übertragen wurden. Unter den Gütern befand sich ein domus de Reice cum curte – ein Haus in Recke mit einem Hof. In dieser Urkunde tritt unter anderem als Zeuge der erste Tecklenburger Graf Egbert (Egbertus) auf, der vermutlich bereits zu dieser Zeit Einfluss auf das Recker Gebiet besaß.
Ein weiterer Beleg ist eine im Bistum Osnabrück aufbewahrte Schenkungsurkunde vom 19. Januar 1189. Aus der Urkunde geht hervor, dass der Edelherr Wiebold von Horstmar als Grundherr von Recke (rike) den Haupthof und die Kirche, sowie weitere Höfe im Gemeindegebiet und eine Mühle dem Bischof von Osnabrück zur Errichtung eines Männerklosters schenkte. Die Besitzungen reichten jedoch für eine Klostergründung nicht aus, so verblieb bis zum Jahr 1200 der Besitz bei den Edelherren von Horstmar. Erst zu diesem Zeitpunkt fand endgültig ein urkundlicher Übertrag an den Bischof von Osnabrück, einem Bruder des regierenden Grafen Otto I. von Tecklenburg, statt. 1243 wird Recke erstmals als Pfarrei urkundlich erwähnt und gehörte zum Bistum Osnabrück. Man geht aber davon aus, dass bereits früher eine selbständige Kirche vorhanden war, denn erst 1281 wird erstmals ein Plebanus (Pfarrer) Johannes in Recke erwähnt.
Der Einfluss der Tecklenburger Grafen nahm stetig zu und bereits Mitte des 13. Jahrhunderts übten die Herren von Cappeln, als Lehensleute der Grafen von Tecklenburg, die Gerichtsbarkeit in Recke aus. Im Jahr 1326 erhielt Graf Otto IV. von Tecklenburg das Amt Recke, das somit territorial in die Grafschaft Tecklenburg komplett übergegangen war. Durch Erbauseinandersetzungen kam es zur Teilung der Grafschaft Tecklenburg. Recke gelangte ab 1515 mit der Vereinigung der von Ober- und Niedergrafschaft in die Grafschaft Lingen, die aber weiterhin im Besitz der Grafen von Tecklenburg stand. Letztmals konnte Graf Nikolaus IV. von Tecklenburg 1541 beide Gebiete für kurze Zeit vereinen.
Ab 1548 begann für Recke mit der endgültigen Abtrennung der Grafschaft Lingen von Tecklenburg eine Zeit politischer, kriegerischer und konfessioneller Unruhen und Nöte. Kaum ein anderes Gebiet in Europa wechselte so oft die Besitzer wie Oberlingen, obwohl es mit dem Westfälischen Frieden von 1648 dem holländischen Königshaus der Oranier zugesprochen wurde. Trotz vielfältiger Bemühungen auf Reichstagen durch die Tecklenburger Grafen gelang es ihnen nicht, die Grafschaft Lingen rückzugewinnen. 1702 fiel die Obergrafschaft und damit Recke an Preußen, unter dessen Verwaltung die Gemeinde mit kurzer Unterbrechung von 1807 bis 1813 (Großherzogtum Berg) verblieb. Mit Gründung des Kreises Tecklenburg im Jahr 1816 wurde Recke letztendlich wieder Teil des Tecklenburger Landes.
Recke wird auch als Töddengemeinde bezeichnet. Die Tödden waren Wanderkaufleute und Hausierer, die sich nach dem Dreißigjährigen Krieg, mit der Blütezeit im 18. Jahrhundert, aus Hollandgängern entwickelten und die ihre Waren zunächst in den Niederlanden, dann auch in den nordischen und baltischen Ländern anboten. Der Töddenhandel brachte den Heimatgemeinden einigen Wohlstand, was heute noch die Töddenhäuser mit ihren häufig aufwendig gestalteten Giebeln bezeugen. Von den Tödden sind die normalen Hollandgänger zu unterscheiden, die sich in großer Zahl in den Niederlanden als Grasmäher, Torfstecher und Landarbeiter verdingten. Der Höhepunkt des Hollandgangs war in der zweiten Hälfte des 18. Jahrhunderts. So zogen, wie der Heimatforscher Louis Stüve (1858–1935) berichtet, in den Jahren zwischen 1760 und 1770 in jedem Frühjahr etwa 50 bis 70 Mann von Recke aus zum Arbeiten nach Holland.
Vom 1. Februar 1930 bis zum 1. April 1951 bildeten die Gemeinden Recke und die Gemeinde Mettingen zusammen das Amt Mettingen.

### Espel
Espel wurde im Heberegister der Abtei Werden als Teil des Venkigaus, der sich hauptsächlich östlich der Ems bis an das Heilige Meer erstreckte, bereits 1188 erwähnt.

### Eingemeindungen
Am 1. Januar 1975 wurde ein Gebietsteil der ehemaligen Gemeinde Ibbenbüren-Land mit einer Fläche von 28 ha und damals 79 Einwohnern nach Recke umgegliedert.

### Einwohnerentwicklung
Einwohnerzahlen der Gemeinde Recke:
| Datum             | Einwohner |
| ----------------- | --------- |
| 31. Dezember 2011 | 11.275    |
| 31. Dezember 2012 | 11.259    |
| 31. Dezember 2013 | 11.224    |
| 31. Dezember 2014 | 11.246    |

| Datum             | Einwohner |
| ----------------- | --------- |
| 31. Dezember 2015 | 11.363    |
| 31. Dezember 2016 | 11.341    |
| 31. Dezember 2017 | 11.331    |

## Politik

### Gemeinderat
Der Rat der Gemeinde Recke setzt sich nach der Kommunalwahl vom 13. September 2020 aus 26 Mitgliedern folgender Fraktionen zusammen:
- CDU: 11 Sitze
- Kommunalbündnis Recke (KBR): 9 Sitze
- SPD: 4 Sitze
- FDP: 1 Sitz
- Die Linke: 1 Sitz

### Bürgermeister
Amtierender Bürgermeister ist seit der Kommunalwahl 2020 Peter Vos (KBR, SPD).

#### Ehemalige Bürgermeister
- 2009–2020 Eckhard Kellermeier (CDU)
- 1999–2009 Josef Plumpe (CDU)
- 1992–1999 Walter Schwegmann (CDU)[7]
- 1989–1992 Jürgen Kalähne (RWG, später CDU)[8][9]
- 1984–1989 Herbert Peuten (CDU, später UWG)[10]
- 1961–1984 Martin Stroot (CDU)
- 1951–1961 Eduard Rieke[11]

### Wappen

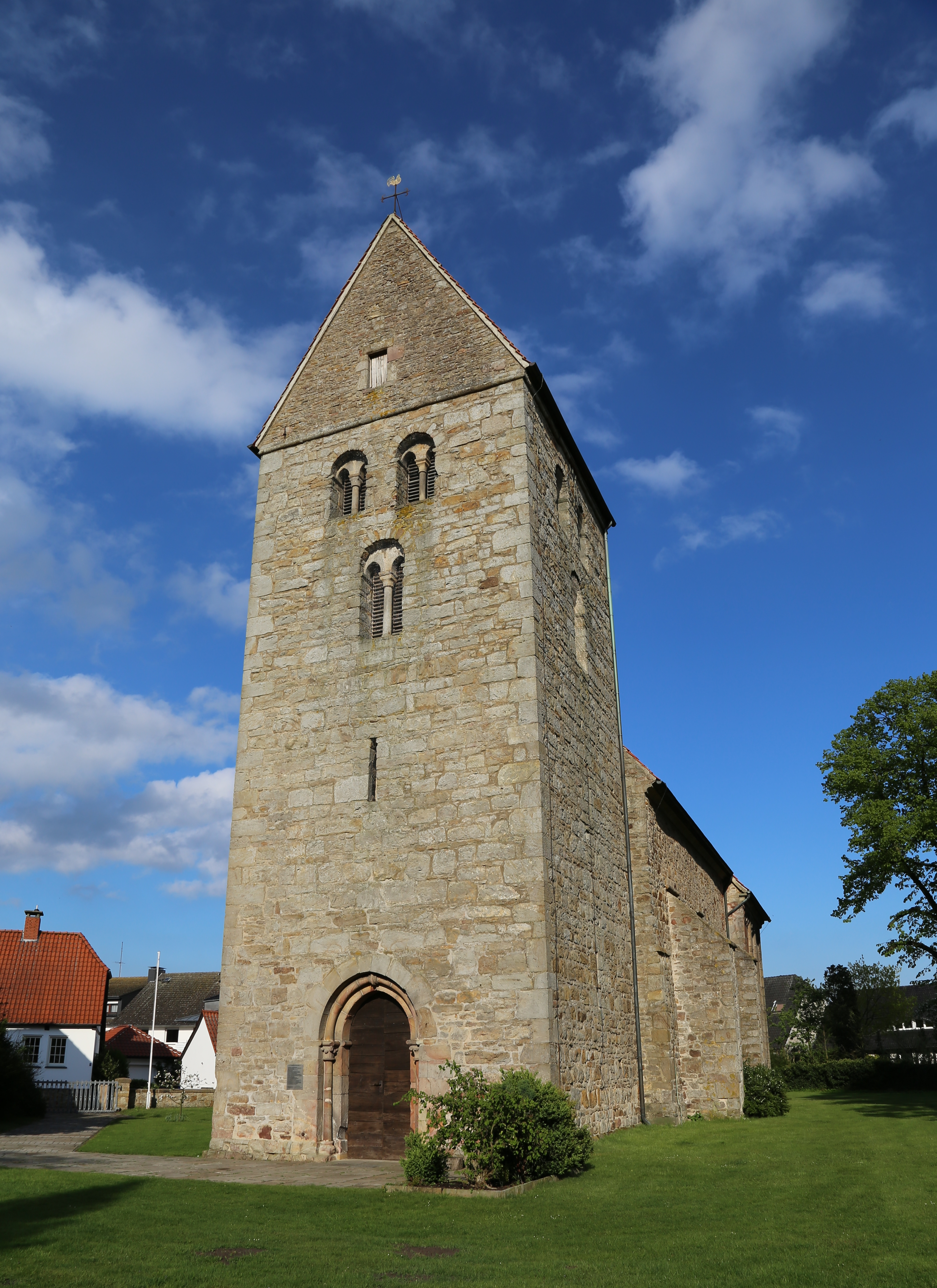
Die im romanischen Stil erbaute evangelische Kirche

Blasonierung: Das Wappen zeigt im silbernen Schild sieben blaue Balken, darauf einen schwarzen, silbern verfugten Turm mit Satteldach. Der Turm zeigt drei rundbogige, silberne Fenster, darunter eine silberne, rechteckige Schießscharte und unten ein silbernes, spitzbogiges Tor. Die blauen Balken entsprechen dem Schild der Edelherren von Horstmar, die seit dem frühen Mittelalter in Recke Besitzungen hatten. Der alte Wehrturm der romanischen Kirche wurde als Wahrzeichen der Gemeinde dem Horstmarer Wappen beigefügt.

### Städtepartnerschaften
Partnergemeinde von Recke ist Ommen in den Niederlanden. Die Partnerschaft wird mit einem Partnerschaftstag gepflegt, der alle zwei Jahre im Wechsel einmal in Recke, dann wieder in Ommen gefeiert wird. Gegenseitige Besuche von Gruppen beider Kommunen finden aber das ganze Jahr über statt. Geschlossen wurde die Partnerschaft am 12. September 1989 durch die damaligen Bürgermeister Herbert Peuten (Recke) und Hendrik Carel Knoppers (Ommen), welche die Urkunde in Recke unterzeichneten.
Eine weitere Partnergemeinde ist Neukalen in Mecklenburg-Vorpommern. Diese Partnerschaft wurde am 14. Oktober 1995 geschlossen. Den ersten Kontakt zwischen den Gemeinden gab es nach einem Kirchentag in 1958. Der Runde Tisch in Neukalen beschloss nach der Wende am 7. Februar 1990 Kontakt nach Recke aufzunehmen, um eine Partnerschaft zu initiieren.

## Kultur und Sehenswürdigkeiten

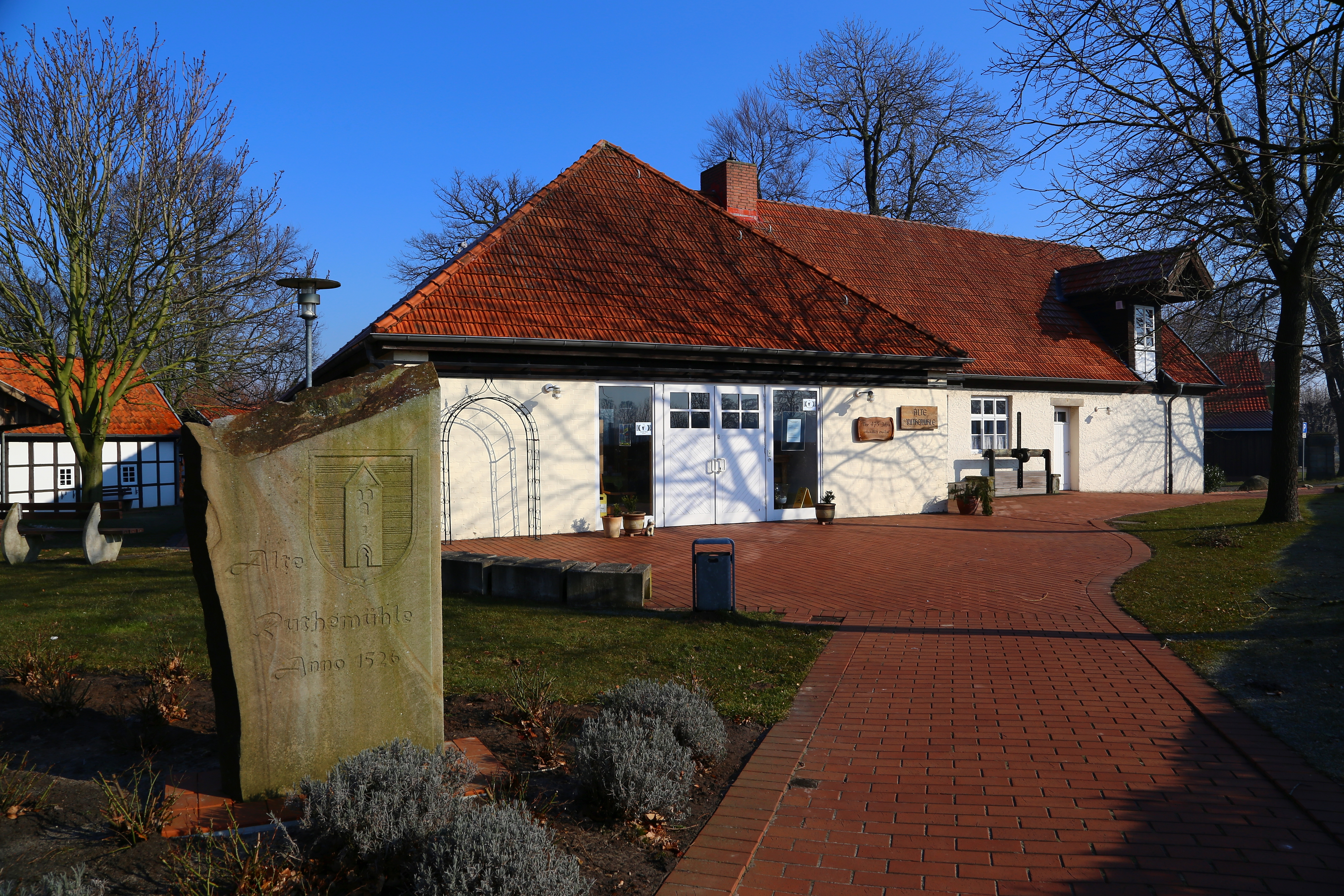
Alte Ruthemühle

### Bauwerke und Museen
Besonders sehenswert sind in Recke die „drei Dionysius-Kirchen“. Die historisch bedeutendste davon ist die evangelische Kirche. Die kleine spätromanische Saalkirche aus dem 9. Jahrhundert mitten im Ortskern ist das älteste Gebäude der Gemeinde und steht unter Denkmalschutz. Die „zweite Dionysiuskirche“ ist die frühere katholische Pfarrkirche an der Hopstener Straße. Sie wird heute von der Kirchengemeinde als Jugendheim genutzt. Das dritte Gotteshaus in diesem Bunde ist die in den Jahren 1953 bis 1955 errichtete Pfarrkirche St. Dionysius. Kunsthistorisch bedeutsam an diesem modernen Bau ist vor allem der von Johann Heinrich König geschaffene barocke Hochaltar von 1755, der aus der alten Kirche übernommen wurde. Die 1889 bis 1892 im neugotischen Stil errichtete Steinbecker Pfarrkirche St. Philippus und Jacobus steht ebenfalls unter Denkmalschutz. In ihr finden sich zahlreiche Arbeiten von Joseph Krautwald.
In der Alten Ruthemühle ist ein heimatkundliches Museum untergebracht, das verschiedene alte Handwerke zeigt. Weiterhin werden an bestimmtem Tagen im Jahr in einem Backhaus Brote und Kuchen verkauft, gebacken in einem mit Holz beheizten Steinofen. Darüber hinaus verfügt die Ruthemühle auch über ein Standesamts-Zimmer, sodass sie sich zu einem beliebten Ort für Trauungen entwickelt hat.

### Parks
Recke hat einen Bürgerpark, der an der Hauptstraße liegt und etwa 1977 gebaut wurde.

### Jugendarbeit
Der VCP (Verband Christlicher Pfadfinderinnen und Pfadfinder e. V.) Recke, Stamm Asgard ist seit 1973 im Adolf-Schlatter-Heim ansässig. Der Stamm vertritt die Ziele der weltweiten Pfadfinderbewegung, sowie die Ideale der deutschen Jugendbewegung. Bei uns wird durch Fahrt und Lager der soziale Umgang untereinander, sowie das mit und von der Natur leben vermittelt. Zurzeit hat der Stamm nur eine Ranger- und Rover-Runde. Ziel des Stammes ist es, so bald wie möglich neue Sippen auf zubauen.

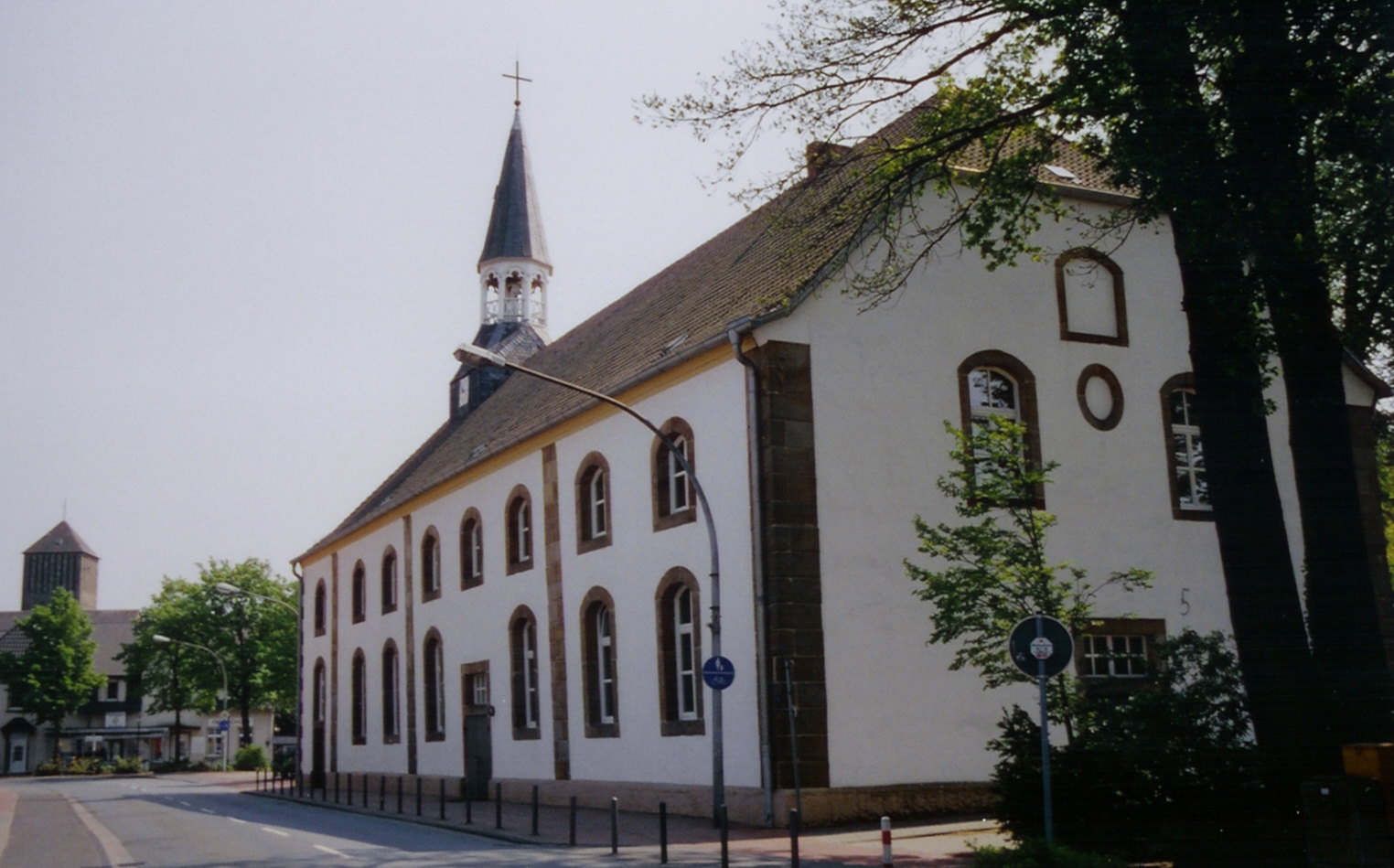
Ehemalige katholische Pfarrkirche St. Dionysius in Recke, heute ein Jugendheim. Links im Hintergrund ist der Turm der neuen Pfarrkirche zu erkennen.

Die Recker Katholische junge Gemeinde ist ein auf Kinder- und Jugendarbeit spezialisierter Verein mit etwa 150 Mitgliedern im Alter von neun bis 27 Jahren. Diese sind größtenteils in Gruppen aufgeteilt, in denen sie sich wöchentlich treffen und gemeinsam kochen, backen oder spielen. Weiterhin werden jährlich Ferienlager, Fahrten in die Eissporthalle oder in einen Freizeitpark und gesonderte Aktionen in Zusammenarbeit mit der Kirchengemeinde oder anderen Jugendverbänden angeboten.
Die CAJ Steinbeck bemüht sich um die Freizeitgestaltung der Jugendlichen. Es werden beispielsweise DVD-Abende veranstaltet. Ferner organisiert sie alljährlich ein großes Osterfeuer, drei Ferienfreizeiten für Kinder und Jugendliche im Alter von acht bis 16 Jahren sowie eine Altkleidersammlung für Bedürftige.
Die Messdiener Jugend Recke (MJR) bietet als Jugendverband neben der klassischen Messdienerarbeit in der katholischen Kirchengemeinde St. Dionysius Recke auch Gruppenstunden und Aktionen wie Freizeitparkbesuche und Übernachtungsaktionen für alle katholischen Kinder ab der der Erstkommunion an.
Die Evangelische Jugend Recke ist eine lockere Gemeinschaft von Jugendlichen und jungen Erwachsenen, die sich, unter Leitung des jeweiligen hauptamtlichen Jugendreferenten der Region, um die Kinder- und Jugendarbeit in der Region Recke kümmern. Dazu zählen auch Veranstaltungen wie beispielsweise je ein Kinder- und Jugendferienlager, der Ferienspaß im Adolf-Schlatter-Heim oder der jährliche „Konficup“, sowie die Kinderbibeltage.
Die Katholische Landjugendbewegung Recke ist einer der Jugendverbände in der Gemeinde. Sie veranstaltet jedes Jahr verschiedene Aktionen. Die traditionelle Veranstaltung im Jahr ist die Tannenbaumaktion, bei denen die ausgedienten Weihnachtsbäume mit Traktoren eingesammelt werden. Des Weiteren veranstaltet die KLJB Recke ein „Trecker-Treck“ und erstellt die jährliche Erntekrone zur Erntedankzeit. Zusätzlich werden Fahrten angeboten und Partys veranstaltet. Das Alter der aktiven Landjugend-Mitglieder beschränkt sich auf das 16. bis etwa 30. Lebensjahr.

### Sport
Der Turn- und Sportverein (TuS) Recke kann auf eine lange Geschichte zurückblicken. Er wurde 1927 gegründet und zählt heute knapp 2500 Mitglieder. Aus der Jugendarbeit gingen einige namhafte Talente hervor, so stammt der ehemalige Bundesligaprofi Walter Schmidt (Eintracht Braunschweig) und der Bundesligaprofi Simon Rolfes aus der Jugendfußballabteilung des TuS.
Zweiter Sportverein ist Grün-Weiß Steinbeck, gegründet 1930. Er blickt auf eine erfolgreiche Vergangenheit zurück, so steht die Fußballmannschaft des GWS in der „ewigen Tabelle“ der Kreisliga A auf Platz 2. Außerdem ist der Verein für seine Jugendabteilung bekannt. Paradebeispiel hierfür ist die Frauen-Fußball-Weltmeisterin Kerstin Garefrekes, die in Steinbeck aufgewachsen ist und beim GWS das Fußballspielen erlernt hat. Weiterhin besitzt der GWS eine große Leichtathletikabteilung, die alljährlich große Veranstaltungen wie den Steinbecker Osterlauf oder den Steinbecker Triathlon organisiert, der mehrfach auch schon Austragungsort der deutschen Bundesliga war.
1952 wurde die Ortsgruppe Recke der DLRG gegründet, die heute über 500 Mitglieder hat. Ihr obliegt der Wachdienst am Waldfreibad Recke sowie am Mittellandkanal und sie nimmt Aufgaben des Katastrophenschutzes der Gemeinde wahr. Darüber hinaus leistet die DLRG Recke Präventionsarbeit, wie zum Beispiel DLRG im Kindergarten, erteilt Schwimm- und Rettungsschwimmunterricht und bildet in Erster-Hilfe aus.

### Schwimmbäder
Das Waldfreibad Recke-Steinbeck ist ein Naturfreibad. Es hat eine Wasserfläche von über 10.000 m² und eine große Liegewiese. Regelmäßig finden Open-Air-Veranstaltungen statt, wie z. B. der Familientag mit Juxboot-Regatta, der DLRG-Ferienspass oder die Sommernachtsparty mit der Mobildisco Walky-Talky. Das Waldfreibad besitzt ein eigenes, separates Kinderbecken mit Rutsche und eine Sandlandschaft für Kinder. Im Schwimmbad und auf dem Gelände gibt es einen Tretbootverleih, ein Wasser-Trampolin, einen Surfbrettverleih, Beach-Volleyball und Outdoor-Tischtennis.

### Karneval
Recke ist eine Hochburg des Karnevals. Alljährlich gibt es zwei Karnevalsumzüge in der Gemeinde. Den Auftakt macht am Rosensonntag, dem Tag vor Rosenmontag, der Obersteinbecker Carnevalsverein (OCV) mit seinem Umzug in Obersteinbeck, der mittlerweile mehr als 10.000 Zuschauer anlockt. Karnevalistischer Höhepunkt des Jahres ist jedoch der seit 1985 von der Recker Karnevalsgesellschaft 1985 e. V. (RKG) veranstaltete Rosenmontagszug, bei dem bis zu 25.000 Zuschauer die Straßen säumen. Maßgeblich vorangebracht wurde der Recker Karneval durch Felix Büscher, der über 20 Jahre an der Spitze des Recker Karnevals stand. Ihm ist es u. a. zu verdanken, dass sowohl die in Aula der Fürstenberg-Schule stattfindende närrische Sitzung GALA als auch die großen Zeltveranstaltungen rund um den Rosenmontag weit über die Grenzen der Gemeinde Recke hinaus bekannt wurden.

### Politischer Aschermittwoch

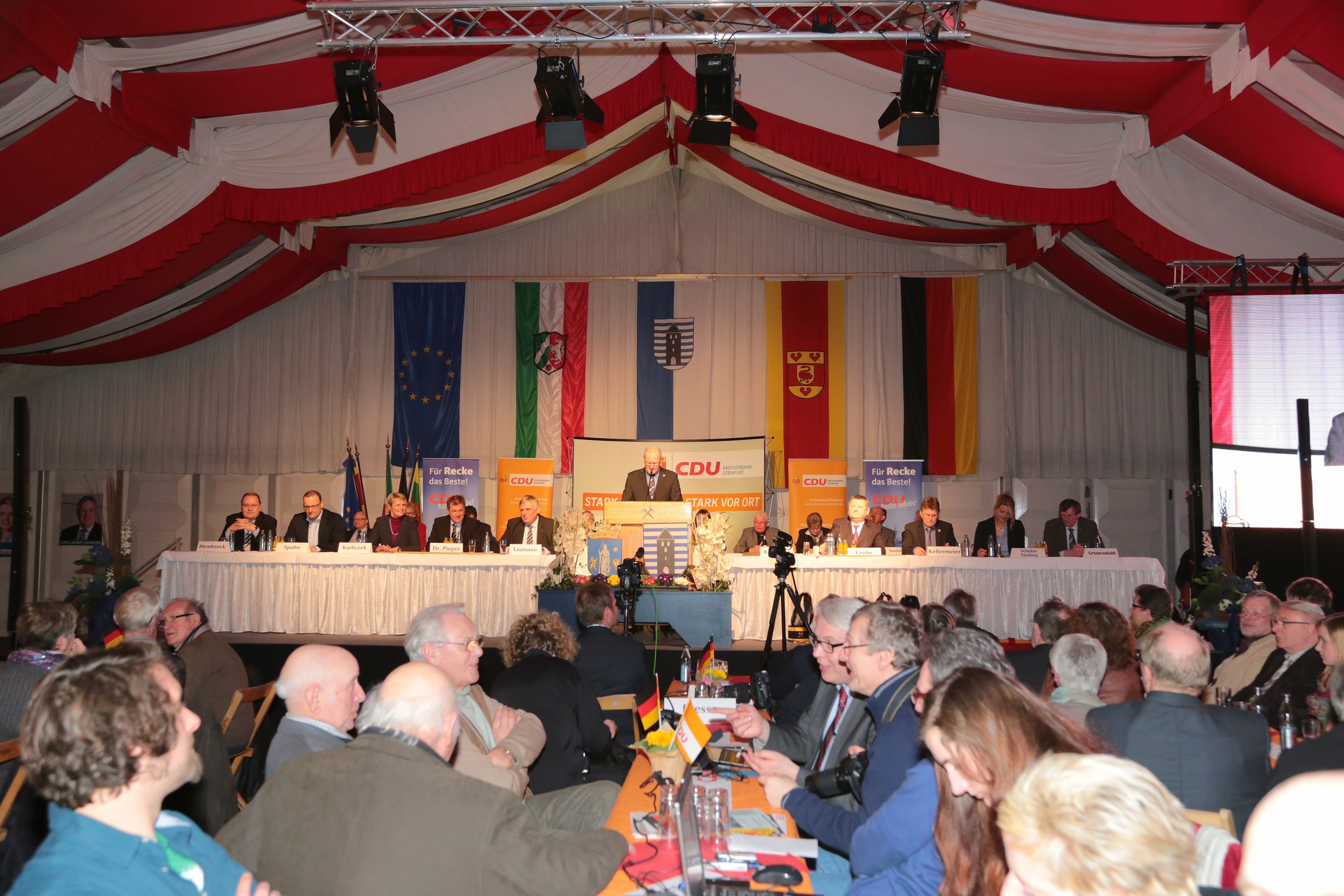
Das Podium des 13. Politischen Aschermittwochs im Jahr 2014

Seit 2002 klingt die närrische Session in Recke mit einem Politischen Aschermittwoch der CDU aus – mittlerweile die bundesweit größte Veranstaltung dieser Art nach Passau. Als bisherige Hauptredner kamen Friedrich Merz (2002), Horst Seehofer (2003), Wolfgang Schäuble (2004), Jürgen Rüttgers (2005/2010), Oliver Wittke (2006), Roland Koch (2007), Edmund Stoiber (2009), Norbert Röttgen (2011), David McAllister (2012), Armin Laschet (2013) und Hermann Gröhe (2014) nach Recke. Weiterer regelmäßiger Redner ist Karl-Josef Laumann aus dem nahen Riesenbeck. Im Jahr 2008 gab es statt eines Hauptredners ein „Polit-Trio“: Neben Laumann sprachen Philipp Mißfelder und Peter Paziorek. 2009 war der frühere bayrische Ministerpräsident Edmund Stoiber Hauptredner, 2011 der Bundesumweltminister Norbert Röttgen. Auf dem politischen Aschermittwoch 2010 war nach 2005 Jürgen Rüttgers, diesmal als Ministerpräsident von Nordrhein-Westfalen wieder einmal Gast in der Gemeinde Recke.

## Verkehr

### Straßenverkehr

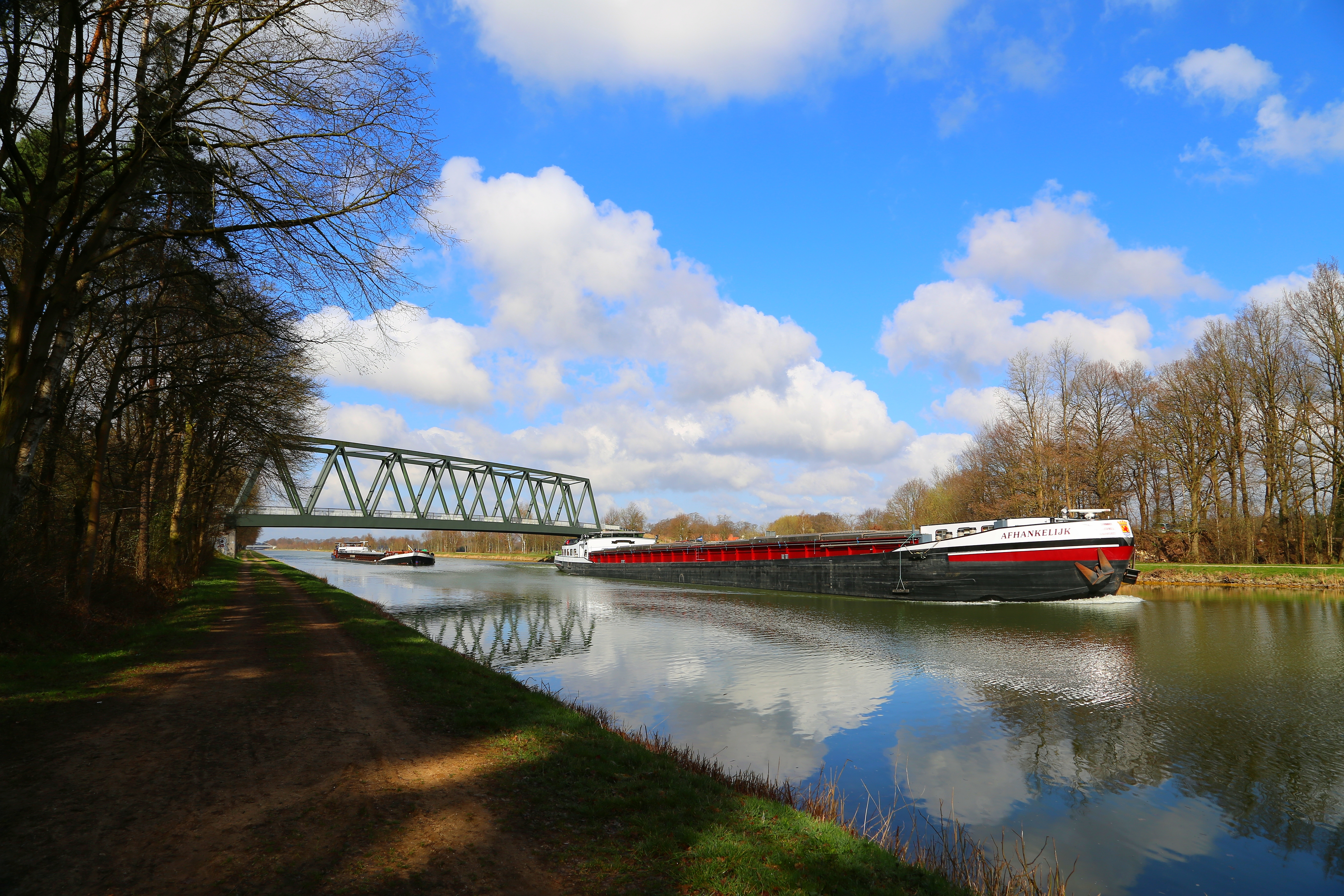
Schiffe auf dem Mittellandkanal bei Recke, Brücke Neuenkirchener Straße

Kreis- und Gemeindestraßen verbinden Recke zu der 11 km südlich verlaufenden Bundesautobahn 30 hin, sowie zu der Bundesstraße 218 17 km nördlich.

### Bahnverkehr
Recke ist angebunden an die Eisenbahnstrecke Tecklenburger Nordbahn, die von Osnabrück-Hbf über Mettingen und Recke nach Rheine führt. Sie hat zurzeit Museumszüge und Güterzüge; eine Perspektive für eine moderne Regionalbahn ist in der Diskussion. Im Nahverkehrsplan SPNV Westfalen-Lippe ist aufgrund einer guten Wirtschaftlichkeit die Wiederinbetriebnahme als moderne Regionalbahn von Osnabrück nach Recke im 30-Minuten-Takt vorgesehen. Dabei können als Bahnhaltepunkt die schon vorher bestehende Bahnstation Recke sowie ferner als Bedarfshalt Recke-Espel vorgesehen werden.

### Busverkehr
Buslinien verbinden Recke im Taktverkehr mit Osnabrück und Ibbenbüren.
| Linie | Verlauf                                           | Takt                              |
| ----- | ------------------------------------------------- | --------------------------------- |
| S10   | Recke – Mettingen – Westercappeln – Osnabrück Hbf | 30/60 min (Mo–Fr), 60 min (Sa–So) |
| R26   | Ibbenbüren – Steinbeck – Recke                    | 60 min (Mo–Sa), 120 min (So)      |
| N10   | Mettingen – Recke – Steinbeck                     | Einzelne Busse (Sa auf So)        |

### Fahrradverkehr
Recke ist an den Radweg Sagenroute (führt u. a. nach Ibbenbüren, Mettingen und Tecklenburg) angeschlossen.

### Schiffsverkehr
Im Süden von Recke befindet sich der Hafen Reckes mit 220 m Kailänge für den gewerblichen Güterumschlag. Für die Freizeitschifffahrt besteht einen Kilometer westlich davon der Yachthafen Reckes.

### Pendler
Recke ist eine klassische Auspendlergemeinde, in der wesentlich mehr Personen aus- als einpendeln.
Die Zahl der Auspendler betrug im Jahr 2015 4461 Personen, die der Einpendler 2008.
Die wichtigsten Arbeitsorte der Recker Bevölkerung sind Ibbenbüren, Mettingen und Osnabrück.
Innerörtlich sind neben den Einpendlern auch 1988 Recker Bürger beschäftigt, was eine Gesamtzahl von 3996 Sozialversicherungsbeschäftigten ergibt.
Die Schließung der DMK Eisfabrik und der Abbauprozess des Bergwerkes Ibbenbüren haben in den Zahlen noch keinen Niedergang gefunden und werden erst in den kommenden Erfassungen bemerkbar sein.
Auspendler
| Arbeitsort    | 2013 | 2014 | 2015 | 2016 | 2017 |
| ------------- | ---- | ---- | ---- | ---- | ---- |
| Ibbenbüren    | 1400 | 1360 | 1358 | 1327 | 1275 |
| Mettingen     | 458  | 471  | 457  | 515  | 537  |
| Osnabrück     | 398  | 416  | 425  | 426  | 418  |
| Rheine        | 245  | 270  | 260  | 246  | 276  |
| Hörstel       | 207  | 213  | 217  | 241  | 265  |
| Hopsten       | 160  | 180  | 192  | 205  | 216  |
| Münster       | 145  | 154  | 152  | 162  | 168  |
| Tecklenburg   | 107  | 115  | 133  | 134  | 132  |
| Westerkappeln | 70   | 79   | 86   | 92   | 98   |
| Lotte         | 88   | 85   | 84   | 92   | 92   |

Einpendler
| Wohnort       | 2013  | 2014  | 2015  | 2016  | 2017  |
| ------------- | ----- | ----- | ----- | ----- | ----- |
| Ibbenbüren    | 536   | 549   | 550   | 549   | 543   |
| Hopsten       | 229   | 227   | 234   | 228   | 239   |
| Mettingen     | 202   | 222   | 228   | 224   | 231   |
| Hörstel       | 108   | 99    | 95    | 89    | 97    |
| Westerkappeln | 65    | 63    | 67    | 68    | 59    |
| Rheine        | 55    | 58    | 55    | 72    | 65    |
| Osnabrück     | 42    | 45    | 48    | 56    | 67    |
| Voltlage      | 40    | 48    | 48    | 48    | 48    |
| Lengerich     | 45    | 43    | 44    | 44    | 43    |
| Schüttorf     | k. A. | k. A. | 39    | k. A. | 36    |
| Melle         | k. A. | 41    | k. A. | k. A. | k. A. |
| Tecklenburg   | 37    | k. A. | k. A. | k. A. | k. A. |
| Neuenkirchen  | k. A. | k. A. | k. A. | 37    | k. A. |

### Modal Split
Der Modal Split beschreibt die Anteile bei der Auswahl der Verkehrsmittel für den Personenverkehr in der Gemeinde Recke. Aufgrund einer ähnlichen Strukturierung der Gemeinden Mettingen, Recke und Hopsten wurden sie zusammen untersucht
| Verkehrsmittel | zu Fuß | Fahrrad | ÖPNV | Kfz  | Jahr |
| -------------- | ------ | ------- | ---- | ---- | ---- |
| Anteil         | 8 %    | 23 %    | 4 %  | 64 % | 2011 |

## Bildung und Medien

### Bildungseinrichtungen
Grundschulen
- Overbergschule in Recke
- Raphaelschule in Steinbeck

Die St.-Elisabeth-Schule in Recke, welche 1999 erbaut wurde, musste 2013 wegen sinkender Schülerzahlen geschlossen werden.
Auch die St.-Martin-Schule in Obersteinbeck wurde aufgrund zu geringer Schülerzahlen im Sommer 2018 geschlossen.
Weiterführende Schulen
- Dietrich-Bonhoeffer-Schule (Hauptschule)
- priv.-bischöfl. Fürstenberg-Schulen Recke
  - priv.-bischöfl. Fürstenberg-Realschule Recke
  - priv.-bischöfl. Fürstenberg-Gymnasium Recke

Förderschulen
- Don-Bosco-Schule

### Medien
- Ibbenbürener Volkszeitung, Tageszeitung mit Lokalteil Recke
- Ibbenbürener Anzeiger, Wochenzeitung mit Lokalteil Recke
- Wir in Ibbenbüren, Wochenzeitung mit Lokalteil Recke
- Dorfgespräch Recke, zweimonatlich erscheinendes Magazin
- Radio RST, Lokalradio für den Kreis Steinfurt

## Persönlichkeiten

### Ehrenbürger
- 1953 – August Goecke, 26 Jahre lang Bürgermeister der Gemeinde, ohne den Besitz des Parteibuches auch während der Zeit des Nationalsozialismus.
- 1956 – Julius Ostendorf (1882–1963), der Bauunternehmer war Mitbegründer der Freiwilligen Feuerwehr Recke, 36 Jahre lang Ratsmitglied und 18 Jahre lang im Kirchenvorstand der Pfarrgemeinde St. Dionysius aktiv, wo er sich unter anderem für die Errichtung eines Anbaus des St.-Benediktus-Hospitals einsetzte.
- 2020 – Werner Heukamp (1929–2020), der ehemalige Pfarrer lebte seit 1994 in Recke und hatte sich dort als Heimatforscher verdient gemacht.[22]

### Söhne und Töchter von Recke
- Luca Böggemann (* 11. März 2004 in Recke), Fußballtorwart
- Hans-Jürgen Klein (* 21. Mai 1952 in Recke), Politiker (Bündnis 90/Die Grünen) und Mitglied des Niedersächsischen Landtags
- August Konermann (* 24. Mai 1881 in Steinbeck; † 15. April 1950 in Münster), katholischer Pfarrer und als Diözesanpräses der Katholischen Arbeiter Bewegung (KAB) des Bistums Münster bekannter „Arbeiterpriester“. Papst Pius XII. ernannte ihn 1943 zum Prälaten
- Erich Rutemöller (* 8. Februar 1945 in Recke-Steinbeck), Fußballtrainer
- Martin Stroot (* 12. Dezember 1927 in Recke; † 27. Juli 2022 in Recke), Kommunalpolitiker und ehrenamtlicher Landrat (CDU)
- Christel Voßbeck-Kayser (* 1. Juni 1961 in Recke), Politikerin (CDU)

### Personen, die mit der Gemeinde in Verbindung stehen
- Paul Nößler (* 6. Januar 1929 in Wünschelburg; † 6. Mai 2018), der Bergmann, Vertriebenenvertreter und Kommunalpolitiker gehörte von 1969 bis 1979 dem Rat der Gemeinde Recke an und initiierte unter anderem die Übernahme der Patenschaft für die Heimatgemeinschaft Altwilmsdorf durch die Gemeinde Recke 1981
- Johannes Konrad Rücker (* 24. Januar 1949 in Nienburg/Weser; † 2. Oktober 2021), Erwachsenenbildner, engagierte sich ehrenamtlich in der Pfarrgemeinde St. Dionysius, darunter als Kirchenvorstandsmitglied; seit 2007 Kuratoriumsvorsitzender der überkonfessionellen Hospizstiftung Haus St. Benedikt; langjähriger Mitorganisator und Moderator der früheren Steinbecker Oldtimertreffen
- Ludger Jonas (* 8. Februar 1957 in Waltrop), von 1993 bis 2011 Pfarrer von St. Dionysus, zudem Dechant des Dekanats Mettingen und Domkapitular des Bistums Münster
- Wolfgang Kölker (* 29. Juli 1959), der Steinbecker war in der Legislaturperiode 2000–2005 NRW-Landtagsabgeordneter der CDU
- Kerstin Garefrekes (* 4. September 1979 in Ibbenbüren), die aus Steinbeck stammende Fußballspielerin ist seit 1998 in der Frauen-Bundesliga aktiv. Als Spielerin der Frauen-Nationalmannschaft wurde sie 2003 und 2007 Weltmeisterin und errang bei den Olympischen Spielen in Athen 2004 die Bronzemedaille
- Simon Rolfes (* 21. Januar 1982 in Ibbenbüren), deutscher Fußballnationalspieler; wuchs in Recke auf, wo er die Overberg-Grundschule und anschließend das Fürstenberg-Gymnasium besuchte